# Carex nachiana
Carex nachiana är en halvgräsart som beskrevs av Jisaburo Ohwi. Carex nachiana ingår i släktet starrar, och familjen halvgräs. Inga underarter finns listade i Catalogue of Life.